# Ортодоксна синагога у Братислави
Ортодоксна синагога у Братислави једна је од синагога у Словачкој изграђена 1926. године, по нацртима архитекте Artura Szalatnaia, који је на овом објекту сјајно комбиновао стил модерне са оријенталном традицијом и при томе користио стилизоване украсе заједно са армиранобетонском конструкцијом. Заједно са Неолошком синагогом у Жилину, припада важним словачким сакралним грађевинама 20. века.
Ова синагога је важан пример словачке верске архитектуре 20. века и регистрована  је као словачки национални културни споменик. То је једна од само четири активне синагоге у Словачкој и историјски једна од три у Братислави; друге две су преживеле Други светски рат, али су срушене 1960-их.
У згради се такође налази Музеј јеврејске заједнице Братиславе, постављен на спрату, са сталном поставком „Јевреји Братиславе и њихово наслеђе“ која је отворена за јавност током летње сезоне.

## Положај, власништво и заштита
Ортодоксна синагога  се налази у Хејдуковој улици бр. 11. у Старем Месту (слч. Staré Mesto) је градској четврт Братиславе, у округу Братислава I, у Братиславском крају, Словачке Републике, у коме је према подацима о броју становника из 2011. године живело 38.788 становника.
Синагога је у власништву Јеврејске заједнице Братислава, која је користи за верске обреде.
Ортодоксна синагога у Братислави је проглашена за споменик културе и стављена на списак драгоцених примера словачке међуратне архитектуре.

## Историја
У 19. и с почетка 20. века у Братислави су Јевреји чинили трећину градског становништва и живели  углавном делу Старем Месту, једном од старијих делова града. Данас заједница броји 400 људи и бори се да одржи своју виталност и своје јеврејство. Од 88.000 Јевреја који су некада живели у Словачкој, остало их је само 2.600, пре свега због две депортације - 1942. и 1944. године - као и емиграције многих Јевреја после рата. У Братислави су старији Јевреји наставили да одлазе у синагогу и након рата, али их је комунизам обесхрабрио да отворено не исповедају веру из страха да им се не ограниче образовање и запослење. Суочени са тим избором, већина Јевреја  се асимиловала.
Пре градње нове синагоге у 20. веку у Хејдуковој улици која је и данас у функцији, у Братислави је постојала Велика ортодоксна синагога у величанственом оријенталном стилу у улици Замоцка, саграђена је 1862. године према пројекту архитекте Ignáca Feiglera. После Другог светског рата јеврејска верска заједница у Братислави, у десеткованом облику након холокауста, више није била у стању да се брине о сопственим зградама, па се одрекла својих синагога у корист државе. Међутим, за њих држава није била много заинтересована и оне нису биле на одговарајући начин одржаване и рестауриране. Словачка је велику синагогу једно време користила као складиште секундарних сировина и отпада, потом као телевизијску станицу, до њене потпуне девастације. Градске власти Братислава синагогу су срушиле 1961. године заједно са суседним зградама и оним што је остало од јеврејског гета, да би се направило место за изградњу моста СНП.

## Архитектонске одлике
Пројекат је настао на основу конкурса на коме је победио Artur Szalatn (1891-1961), архитекта јеврејског порекла, коме је то било прво велико дело након што је из Будимпеште у Братиславу дошао као недавни универзитетски дипломац.
Синагога је саграђена, у новој Хејдуковој улици, где околне зграде још нису постојале. Ова монументалне зграда је једноставног класицистичког карактера. Оријентацијом бочног зида главног простора ка уличном фронту и постављањем улаза у зграду, синагога је окренута према истоку, ка пролазу са улице у дворишту. У згради са бочних страна улазног ходника постоје два степеништа за женску галерију.
- Данашњи изглед синагоге у Братислави

Фасада се састоји од седам огромних призматичних стубова завршених једноставним капителима који носе кратки архитрав. У зиду иза стубова налазе се прозори са геометризованим решеткама. Зграда има седрене архитектонске елементе који су у контрасту са зидовима у жутој и браон-црвеној боји. На стубу десно од улаза наведено је име архитекте и година градње према јеврејској ери.
- Спомен табле на синагоги у Братислави